# Calvos (Fornelos de Montes)
Calvos (oficialmente Santo Adrián de Calvos) es una parroquia española del municipio de Fornelos de Montes, perteneciente a la provincia de Pontevedra, en la comunidad autónoma de Galicia. En 2023, tenía empadronados 284 habitantes.